# Selítrennoie
Selítrennoie (en rus: Селитренное) és un poble de l'óblast d'Astracan, a Rússia, segons el cens del 2021 tenia 1.780 habitants.